# 1555
Cette page concerne l'année 1555  du calendrier julien.
L'année 1555 est une année commune qui commence un mardi.

## Événements
- Mars : Bayinnaung, troisième roi de la dynastie Taungû, reprend Ava, au nord de la Birmanie[1]. L'état birman réunifié se développe au détriment du royaume de Thaïlande.

- 29 mai : le traité d'Amasya entre Soliman le Magnifique et les envoyés de Tahmasp Ier met fin au conflit opposant Ottomans et Séfévides. Les Ottomans obtiennent l'Arménie orientale, la Géorgie et toute la Mésopotamie, le Kurdistan compris[2].

- Juin-juillet : incursions de pirates japonais en Chine méridionale (Hangzhou, Nankin)[3]. Le gouvernement des Ming envoie une ambassade au Japon exiger solennellement du bakufu la fin de la piraterie[4].

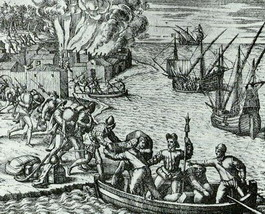
10 juillet-5 août : Jacques de Sores incendie La Havane

- 10 juillet-5 août[5] : Jacques de Sores, à la tête d'une flotte française, brûle et pille La Havane et le Castillo de la Real Fuerza, que le gouverneur Hernando de Soto avait fait ériger pour contrer les actes de pirateries[6].
- 23 juillet : Humayun, fils de Bâbur, entre à Delhi après sa victoire sur Sikandar Shah Suri, fils de Sher Shah Suri, le 22 juin[7]. Il restaure l'empire moghol au nord de l'Inde, avec l’aide du chah séfévide de Perse Tahmasp. Il meurt accidentellement d’une chute d’escalier sept mois plus tard (24 janvier 1556).

- 4 août-27 novembre, Japon : deuxième bataille de Kawanakajima[8].

- 27 septembre : Salah Raïs, beylerbey d’Alger, s'empare de Bougie. Sa mort en 1556 interrompt les opérations contre Oran[9].

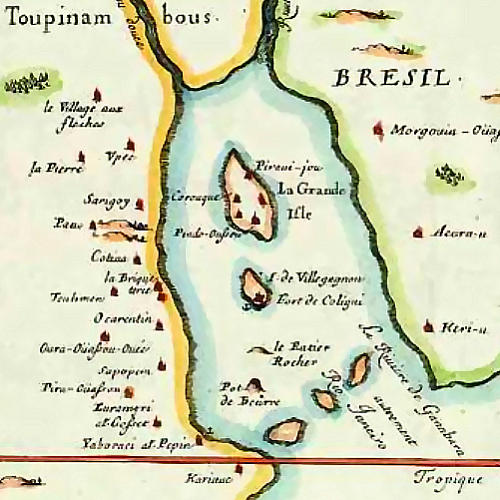
10 novembre : France antarctique

- 10 novembre, Brésil : une expédition française, forte de 600 colons, et dirigée par Nicolas Durand de Villegagnon, seigneur de Torcy et vice-amiral de Bretagne, s'établit dans la baie de Rio, pour constituer le point de départ d'une colonie nommée « France antarctique »[10]. Aux alentours de Guanabara où s'installe la colonie, deux tribus, les Topinambous et les Margaïas s’entredéchirent en permanence, livrant leurs prisonniers respectifs aux pires sévices[11].

- Le mwenecongo Diego chasse les Portugais du Congo (Kongo). Ceux-ci évacuent San Salvador pour le port de Saint-Paul-de-Loanda qui correspond mieux à leurs besoins (1571)[12].
- Famine à Âgrâ et à Delhi en Inde[13].

### Europe
- 4 janvier : adoption d'un nouveau concordat par la chambre des Communes en Angleterre. Abrogation de tous les actes contre l’autorité papale pris depuis 1529[14].

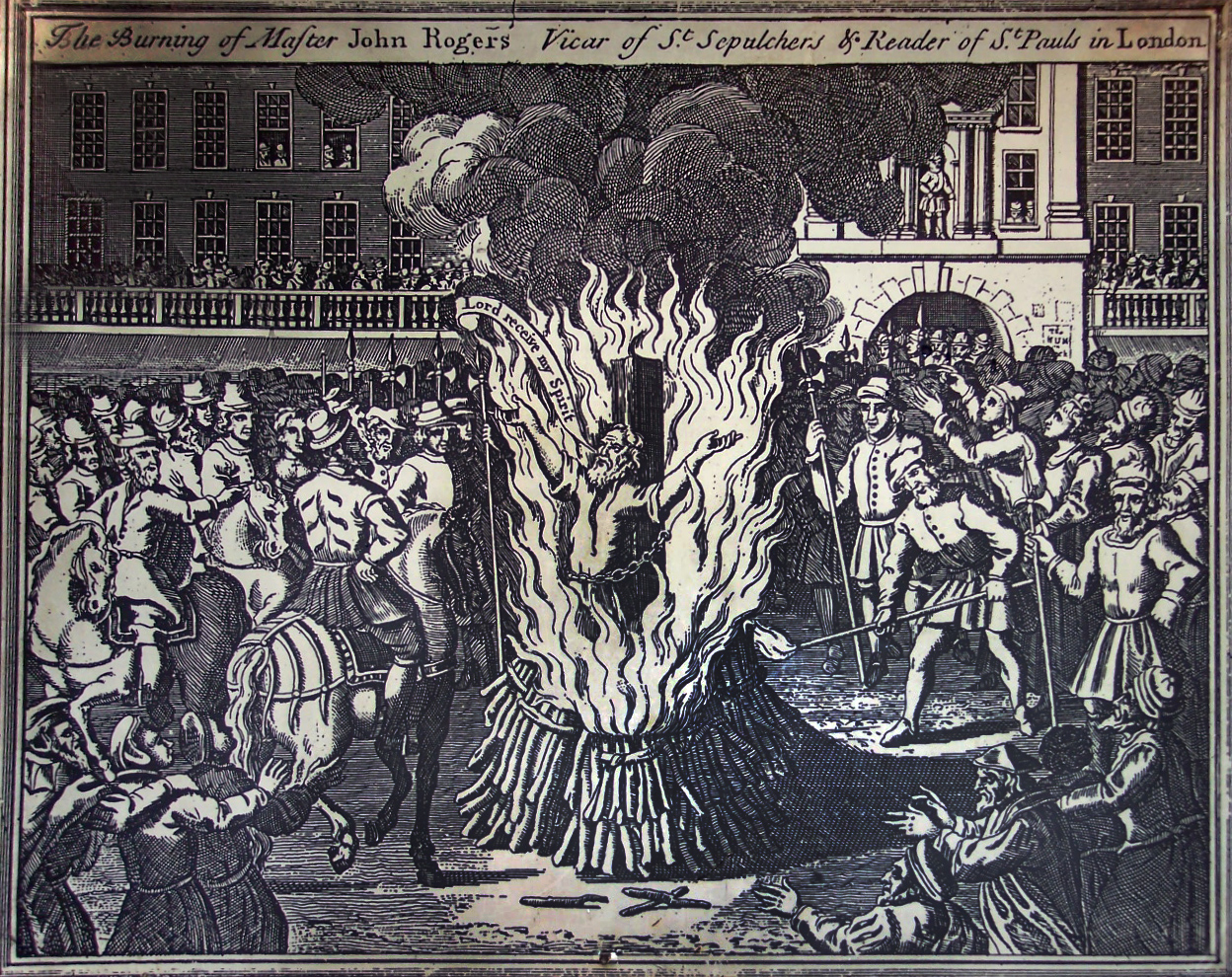
4 février : Exécution de John Rogers

- 4 février, Angleterre : exécution de John Rogers à Smithfield[15]. Début des persécutions religieuses à Oxford, Smithfield et dans le Sud-Est (283 victimes jusqu'en novembre 1558[16]). Plus de 800 protestants s’exilent en Europe.
- 5 février : la diète d'empire se réunit à Augsbourg[17].
- 6 février : fondation d’une compagnie commerciale anglaise à Moscou (Muscovy Company)[18]. Doté de franchises et de privilèges, elle obtient le monopole de fait du commerce extérieur russe. Ivan IV autorise son établissement à Narva (1559).
- 9 février, Angleterre : l’évêque de Worcester John Hooper est déposé, jugé pour hérésie et exécuté[16].

- Mars : incident frontalier en Finlande[19]. Les troupes russes menacent Viborg. Elles sont repoussées (1555-1556). Un traité de paix est signé à Moscou en 1557[20].

- Printemps : répression de la révolte des Oudmourtes dans la région d'Arsk[21]. Le tsar envoie André Kourbski mater la rébellion qui est écrasée dans le sang.

- 9 avril : élection de Marcel II (Marcello Cervini), 222e pape de l'Église catholique (mort le 1er mai, après 21 jours de pontificat)[22].
- 21 avril : Monluc doit capituler à Sienne après une résistance héroïque de dix-huit mois[23]. Sienne est livrée à la domination florentine et les Espagnols s’installent dans les présides de Piombino et d’Orbetello (1557).
- 27 avril : fondation à Holt de la Gresham's School[24].

- 23 mai : élection de Paul IV (Gian Pietro Carafa), 223e pape de l'Église catholique (fin du pontificat en 1559)[22]. Il réforme la daterie et l’Inquisition. Issue d’une ancienne famille napolitaine, traditionnellement hostile aux Aragonais, il s’allie au roi de France pour chasser les Habsbourg de Naples.

- Été[25] : défaite de Cheremetiev à la tête de 13 000 hommes face au khan de Crimée dans la région de Toula[26].

- 14 juillet : bulle Cum nimis absurdum. Le pape Paul IV ordonne que les Juifs vivant dans ses États soient confinés dans leurs ghettos[27].
- 15 et 16 juillet : les Français sont battus par les Impériaux aux combats de Gimnée et de Givet, à la frontière des Pays-Bas, et doivent se retirer[28].
- 24 août-2 septembre, Pologne : synode de Koźminek[29]. Sous l’influence de Jan Łaski, neveu du cardinal primat, les calvinistes et les Frères bohêmes concluent l’union de Koźminek, en Cujavie.

- 25 septembre : signature de la paix d'Augsbourg : les protestants et les catholiques ont les mêmes droits en Allemagne[17]. Elle partage l’empire entre catholiques et luthériens (cujus regio, ejus religio). Le 24 septembre, Ferdinand Ier admet que, dans un territoire dont le prince est catholique, les ordres clergé et noblesse peuvent, s’ils passent à la réforme, le faire en s’emparant des biens de l’Église. Jusqu’en 1600, une quinzaine d’évêché et d’archevêchés fort riches seront « sécularisés » par les luthériens. La Rhénanie et la Bavière restent catholiques, le Nord de l'Allemagne et la Franconie passent définitivement à la Réforme. Les deux-tiers de la population allemande sont alors passés au protestantisme. Le pape Paul IV met son veto au principe d’Augsbourg.

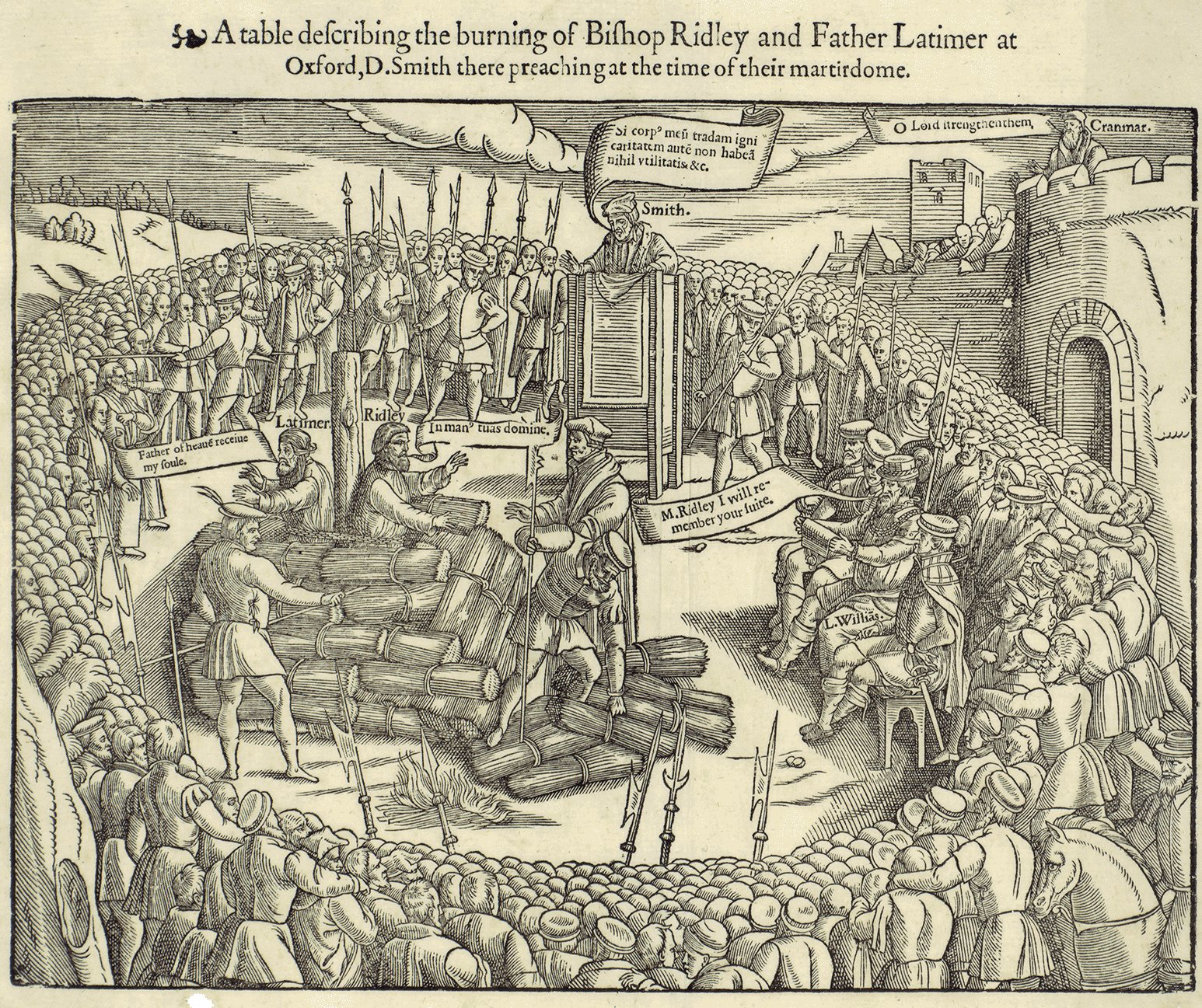
16 octobre : exécution de Latimer et Ridley, illustration du John Foxe's book of martyrs (1563)

- 16 octobre : les chefs protestants Hugh Latimer et Nicholas Ridley sont brûlés à Oxford pour hérésie[16].
- 22 octobre : Charles Quint remet à son fils Philippe la maîtrise de l’ordre de la toison d'Or[30].
- 25 octobre : Charles Quint, empereur germanique, roi d'Espagne, de Sicile et de Naples, seigneur des Pays-Bas, abdique solennellement, dans la grande salle du palais du Coudenberg à Bruxelles de sa souveraineté sur ses possessions non-autrichiennes. Le cercle de Bourgogne - comté de Bourgogne et les Pays-Bas - sont transmis à son fils Philippe, le futur Philippe II d'Espagne[30].

- Ivan IV le Terrible vainc les Bachkirs de la région d’Oufa[31] (soulèvements en 1678, 1708, 1716, 1735-1737, 1740, 1755[32]).
- Yadigar, Khan mongol de Sibir, reconnaît la suzeraineté du Tsarat de Moscou et lui verse un tribut en fourrure de zibeline[33].
- Abolition des bénéfices des boyards en Russie, en particulier des taxes sur les impôts qu’ils prélèvent pour le tsar[34]. Ils doivent accomplir un service proportionnel à l’importance de leur fief (voïtchina). Réforme de l’administration locale et du système fiscal[35].
- Création du Conseil d’Italie par Charles Quint[36].

- Le Jésuite, Pierre Canisius, qui dirige la réforme catholique de l’Allemagne, publie un catéchisme sur la base des décisions du concile de Trente (le Summa doctrinae christianae), bientôt répandu dans toute la chrétienté[37].

## Naissances en 1555
- 6 janvier : Melchior de Redern, général autrichien des Guerres ottomanes en Europe († 20 septembre 1600).
- 15 janvier : Girolamo Agucchi, cardinal italien († 27 avril 1605).
- 25 janvier : Charles Ier d'Aumale, chef ligueur appartenant à la maison de Guise († 13 février 1630).
- 26 janvier : Charles II de Monaco, souverain de Monaco († 17 mai 1589).
- ? février : Jean de Boyssières, poète français († vers 1584).
- 18 mars : François de France, duc d'Alençon, d'Anjou, de Touraine, de Brabant et de Château-Thierry († 10 juin 1584).
- 21 avril : Lodovico Carracci, peintre italien († 13 novembre 1619).
- 25 avril : Naresuan, roi d'Ayutthaya († 25 avril 1605).
- 28 avril : Charles Frédéric de Clèves, prince héréditaire des duchés unis de Jülich-Cleves-Berg et des comtés de Mark et Ravensberg († 9 février 1575).
- 13 mai : Johann Philipp von Gebsattel, prince-évêque de Bamberg († 26 juin 1609).
- 19 mai : Bogdan IV Lăpușneanu, prince de Moldavie († 1574).
- 29 mai : George Carew, diplomate et homme politique anglais († 27 mars 1629).
- 11 juin : Lodovico Zacconi, compositeur et théoricien de la musique italien († 23 mars 1627).
- 13 juin : Giovanni Antonio Magini, astronome, astrologue, cartographe, mathématicien et universitaire italien († 11 février 1617).
- 15 juin : Moderata Fonte, femme de lettres vénitienne († 2 novembre 1592).
- 16 juin : Othon-Henri de Brunswick-Harbourg, héritier présomptif de Brunswick-Lunebourg-Harbourg († 15 octobre 1591).
- 28 juin : Yi Bok-nam, homme politique coréen de la période Joseon († 16 août 1597).
- 6 juillet : Louis II, Cardinal de Guise, archevêque-duc de Reims de 1574 à 1588 († 24 décembre 1588).
- 1er août : Edward Kelley, scribe et homme de loi anglais († 1597).
- 13 août : Guy XIX de Laval, aristocrate français († 15 avril 1586).
- 23 septembre : Louise de Coligny, fille de Gaspard II de Coligny et de Charlotte de Laval, quatrième épouse de Guillaume Ier d'Orange-Nassau († 9 novembre 1620).
- 28 septembre : Henri de La Tour d'Auvergne, vicomte de Turenne et duc de Bouillon, puis prince de Sedan († 25 mars 1623).
- 6 octobre : Ferenc I Nádasdy, général (hadvezér) hongrois au service des Habsbourg († 4 juin 1604).
- 10 octobre :
  - Alessandro Orsini, cardinal italien († 22 août 1626).
  - Francesco Vendramin, cardinal italien († 7 octobre 1618).
- 12 octobre : Peregrine Bertie, diplomate de l'ère élisabéthaine († 25 juin 1601).
- 17 novembre : Pedro de Valencia, jurisconsulte et humaniste espagnol († 10 avril 1620).
- 5 décembre : Nicolaus Serarius, prêtre jésuite, exégète et historien ecclésiastique français († 30 mai 1609).
- 27 décembre : Johann Arndt, théologien luthérien allemand († 11 mai 1621).

- Entre juillet et décembre :
- Anne d'Urfé, poète français et savoisien († 22 juin 1621).

- Date précise inconnue :
  - Guy d'Arces, un des mignons du roi Henri III († 1er mai 1581).
  - Frans Boels, peintre flamand († 1596).
  - Philippe Caverel, 73e abbé de l'abbaye Saint-Vaast d'Arras († 1636).
  - Adam Sędziwój Czarnkowski, voïvode de Łęczyca et staroste général de Grande-Pologne († 1628).
  - Dong Qichang, peintre, calligraphe et critique d'art chinois († 1636).
  - Samuel Eidels, talmudiste galicien († 1631).
  - Jérôme Durand, peintre verrier français († 1605).
  - William Gager, juriste et ecclésiastique anglais († 1622).
  - Henry Garnet, prêtre jésuite anglais († 3 mai 1606).
  - Antoine de Haynin, 5e évêque d'Ypres († 1er décembre 1626).
  - Ikoma Kazumasa, samouraï de la fin de la période Sengoku et du début de l'époque d'Edo († 11 mai 1610).
  - Konishi Yukinaga, daimyo converti au christianisme († 6 novembre 1600).
  - Jean de La Forest, seigneur de Rumilly, page du duc de Savoie-Nemours († 1590).
  - Andreas Libavius, chimiste et médecin allemand († 25 juillet 1616).
  - Matsudaira Ietada, samouraï japonais de la période Sengoku († 8 septembre 1600).
  - Francesco Montemezzano,  peintre de l'école vénitienne († vers 1602).
  - Naresuan, roi d'Ayutthaya († 25 avril 1605).
  - Okudaira Nobumasa, daimyo de l'époque Sengoku et du début de l'époque d'Edo († 11 avril 1615).
  - Marc Papillon, seigneur de Lasphrise, poète baroque satirique et érotique français († vers 1599).
  - Pedro Perret, graveur flamand († 1625).
  - Björn Pétursson, tueur en série islandais († 1596).
  - Jean de Saulx, militaire français, vicomte de Tavannes, baron de Sully et d’Igornay, seigneur de Lugny et vicomte de Ligny († 1630).
  - Louis Servin, magistrat et conseiller d'État français († 19 mars 1626).
  - Charles Stuart, 5e comte de Lennox († 1576).
  - Antonio Tempesta, peintre et graveur italien de l'école florentine du baroque († 5 août 1630).
  - Ivan Timofeïev, homme politique, écrivain, penseur philosophique et religieux russe († mars 1631).
  - Giovanni Battista Trotti, architecte et peintre italien († 24 décembre 1640).
  - Abraham de Vermeil, poète baroque français († 1620).

- Vers 1555 :
  - Pierre Bonhomme, compositeur belge († 12 juin 1617).
  - George Critton, jurisconsulte et helléniste écossais († 8 avril 1611).
  - Juan Gómez, peintre espagnol († 24 novembre 1597).
  - Isaiah Horowitz, rabbin et mystique († 24 mars 1630).
  - Hans Jordaens I, peintre flamand († 23 mai 1630).
  - Alonso Lobo, compositeur espagnol († 5 avril 1617).
  - François de Malherbe, poète français († 16 octobre 1628).
  - John Munday, compositeur et organiste anglais († 29 juin 1630).
  - Alessandro Orologio, compositeur et musicien italien († juin 1633).
  - Jean du Ploich, prélat français († 1er juillet 1622).

- 1555 ou 1557 :
  - Oda Nobutada, fils aîné d'Oda Nobunaga († 21 juin 1582).

## Décès en 1555
- Entre juin 1554 et mars 1555[38] : Giovanni Giacomo Della Porta (it) (né v.1495), sculpteur italien, à Gênes.
- 9 février : 
  - Christian Egenolff, imprimeur et éditeur allemand (° 26 juillet 1502).
  - John Hooper, évêque anglican anglais, brûlé vif à Gloucester (° entre 1495 et 1500).
- 17 février : Giuliano Bugiardini, peintre italien (° 29 janvier 1476).
- 9 mars : Johannes Cincinnius, ecclésiastique et humaniste du Saint-Empire romain germanique, actif en Westphalie (° vers 1485).
- 18 mars : Sebastian von Heusenstamm, évêque de Mayence (° 16 mars 1508).
- 12 avril : Jeanne Ire de Castille, reine de Castille et d'Aragon (° 6 novembre 1479).
- Après le 15 avril : Jacques Tahureau, poète français (° 1527)[39].
- 22 avril : Bartholomaeus Bruyn le Vieux, peintre allemand (° 1493).
- 1er mai[22] : Marcel II (Marcello Cervini), 222e pape de l'Église catholique (° 6 mai 1501).
- 8 mai : Giovanni Battista del Tasso, maître-graveur sur bois, sculpteur et architecte italien (° 1500).
- 10 mai : Oda Nobutomo, seigneur de guerre japonais durant l'époque Sengoku (° 1516).
- 25 mai :
  - Gemma Frisius, cartographe et mathématicien néerlandais (° 9 décembre 1508).
  - Henri II de Navarre, roi de Navarre de 1517 à 1555 en tant que Henri II (° 18 avril 1503).
- 8 août : Oronce Fine, mathématicien et cartographe (° 20 décembre 1494).
- 28 août : Sagara Haruhiro, daimyo de l'époque Sengoku, à la tête d'un han dans la province de Higo (° 13 octobre 1513).
- 16 octobre :
  - Sue Harukata, vassal du clan Ōuchi durant l'époque Sengoku (° 1521).
  - Hugh Latimer, théologien anglais (° entre 1485 et 1490).
  - Nicholas Ridley, théologien anglais (° ?).
- 21 novembre : Georg Bauer, dit Agricola, minéralogiste saxon, le premier à étudier systématiquement les minerais et les métaux et à employer le terme « fossile » (° 24 mars 1494).

- Date précise inconnue :
  - Giovanni Antonio Amati, peintre italien (° 1475).
  - Giovanni Francesco Caroto, peintre italien de l'école véronaise (° 1480).
  - Jean VIII de Créquy, seigneur français de Fressin et de Canaples (° 1505).
  - Niccolò Giolfino, peintre italien de l'école véronaise (° 1476).
  - Gerolamo Giovenone, peintre italien (° vers 1490).
  - Malkoçoğlu Bali Bey, beylerbey et homme politique ottoman au de Soliman le Magnifique (° 1495).
  - Luys de Narváez, vihueliste et compositeur espagnol (° vers 1500).
  - Charles de Sainte-Marthe, théologien, humaniste et poète français (° 1512).
  - Takeno Jōō, maître de la cérémonie du thé japonaise et influent marchand de la période Sengoku (° 1502).

- Vers 1555 :
- Henri Bles, peintre d'origine mosane (° vers 1500).

- Entre 1555 et 1561 :
- Heinrich Aldegrever, peintre et graveur allemand (° 1502).